# Liste des héritiers du trône allemand
Cet article donne la liste des héritiers successifs du trône allemand depuis la fondation de l'Empire allemand en 1871 jusqu'à son abolition en 1918. Les règles de succession ont inclus la loi salique et systématiquement désigné l'héritier en termes de primogéniture agnatique. L'aîné des descendants mâles de l'empereur allemand a porté le titre de Kronprinz.

## Liste des héritiers par dynastie
Le nom de la dynastie indiqué se réfère au souverain alors en place. Les héritiers peuvent appartenir à d'autres dynasties.
Les héritiers qui sont montés par la suite sur le trône sont indiqués en gras. 

### Maison de Hohenzollern (1871-1918)
Avec l'avènement de Guillaume Ier de Prusse sur le trône allemand le 18 janvier 1871, la liste des héritiers des trônes de Prusse et allemand se confond jusqu'à l'éclatement de la Révolution allemande le 9 novembre 1918.
| Héritier                                              | Héritier                               | Parenté avec l'empereur | Devient héritier                      | Cesse d'être héritier                     | Durée                      | 2e dans l'ordre de succession parenté avec l'héritier, dates | Empereur dates de règne                       |
| Portrait                                              | Nom                                    | Parenté avec l'empereur | Devient héritier                      | Cesse d'être héritier                     | Durée                      | 2e dans l'ordre de succession parenté avec l'héritier, dates | Empereur dates de règne                       |
| ----------------------------------------------------- | -------------------------------------- | ----------------------- | ------------------------------------- | ----------------------------------------- | -------------------------- | ------------------------------------------------------------ | --------------------------------------------- |
|                                                       | Kronprinz Frédéric futur Frédéric III  | fils                    | 18 janvier 1871 avènement de son père | 9 mars 1888 son avènement                 | 17 ans, 1 mois et 20 jours | Guillaume son fils                                           | Guillaume Ier (18 janvier 1871 - 9 mars 1888) |
|                                                       | Kronprinz Guillaume futur Guillaume II | fils                    | 9 mars 1888 avènement de son père     | 15 juin 1888 son avènement                | 3 mois et 6 jours          | Guillaume son fils                                           | Frédéric III (9 mars - 15 juin 1888)          |
|                                                       | Kronprinz Guillaume                    | fils                    | 15 juin 1888 avènement de son père    | 9 novembre 1918 abolition de la monarchie | 30 ans, 4 mois et 25 jours | Eitel-Frédéric son frère (15 juin 1888 - 4 juillet 1906)     | Guillaume II (15 juin 1888 - 9 novembre 1918) |
| Guillaume son fils (4 juillet 1906 - 9 novembre 1918) | Kronprinz Guillaume                    | fils                    | 15 juin 1888 avènement de son père    | 9 novembre 1918 abolition de la monarchie | 30 ans, 4 mois et 25 jours |                                                              | Guillaume II (15 juin 1888 - 9 novembre 1918) |